# Biljonairsclub
De Biljonairsclub is een fictieve club in Duckstad waar alleen de allerrijksten mogen vertoeven. Hieronder valt uiteraard Dagobert Duck, die het lidmaatschap vooral heeft om zakenrelaties op te doen en zichzelf te verrijken, maar ook John Rockerduck, Venijn McSnekke en Govert Goudglans. Dagobert is vaak niet erg blij als hij aan de beurt is om het jaarlijkse diner te geven of een bijdrage moet leveren aan een goed doel in Duckstad of omstreken.
Regelmatig worden er intern in de club wedstrijden opgezet over wie dan wel niet de rijkste (eend) van de wereld is. Over het algemeen wint Dagobert deze met grote voorsprong. 
Dagobert is in al zijn jaren lidmaatschap meerdere malen geroyeerd, meestal omdat een van zijn vijanden hem in een kwaad daglicht heeft gesteld. Na een avontuur en met hulp van Kwik, Kwek en Kwak en zijn neef Donald Duck wordt het onrecht dan weer rechtgezet.
Ook is er vele malen verandering gekomen in het benodigde fortuin om lid te kunnen worden. Zo is het soms miljonairsclub, miljardairsclub, of zelfs triljonairsclub. Het komt echter altijd op hetzelfde neer.